# Friedländer Mühlenteich

Friedland mit Mühlenteich um 1760

Der Friedländer Mühlenteich liegt im Stadtgebiet von Friedland im Landkreis Mecklenburgische Seenplatte etwas südwestlich der Stadt im Niederungsbereich des Datzetales. Er befindet sich im Ausläuferbereich der Friedländer Großen Wiese. Die Einspeisung in den Teich erfolgt über den Walkmühlengraben, einen Zufluss der Datze, die nördlich am Teich vorbeiführt. Durch die künstliche Anlage des Teiches schwankt die Größe je nach Wasserstand. Der trockenfallende Teil bleibt sumpfig. Den Teich gab es nachweislich schon im Mittelalter. Er diente namentlich dem Betrieb der Amtsdamm-Mühle und dem Schutz der Stadt in Richtung Süden. Die Mühle wurde im Friedländer Urbanium von 1406 erwähnt.